# Marie-Jeanne Urech
Marie-Jeanne Urech (geboren 4. Juni 1976 in Lausanne) ist eine Schweizer Filmschaffende und Schriftstellerin.

## Leben
Marie-Jeanne Urech studierte Soziologie und Anthropologie und schloss mit dem Lizenziat an der Universität Lausanne ab. Sie absolvierte anschliessend ein Regiestudium, das sie 2001 an der London Film School abschloss. Sie arbeitet als Regisseurin und Schriftstellerin in Lausanne. 2009 erschien ihr erster Roman auf Deutsch, Mein sehr lieber Herr Schönengel.

## Auszeichnungen
- 2002: Student Award am Academic Documentary Film Festival in Olomouc für Sorry, no vacancies[1]
- 2002: Findlingspreis und Publikumspreis an der dokumentART für Sorry, no vacancies[1]
- 2003: 3. Preis an den International Days of Documentary Cinema, Lubin, Polen, für Sorry, no vacancies[1]
- 2010: Prix Bibliomedia für Des accessoires pour le paradis
- 2013: Prix Rambert für Les Valets de nuit

## Werke

### Bücher
- Foisonnement dans l’air, Éditions de l’Aire, Vevey 2003, ISBN 2-88108-666-7
- La Salle d’attente, Éditions de l’Aire, Vevey 2004, ISBN 2-88108-712-4
- Le Syndrome de la tête qui tombe, Éditions de l’Aire, Vevey 2006, ISBN 2-88108-789-2
  - Mein sehr lieber Herr Schönengel. Übersetzung Claudia Steinitz. Bilgerverlag, Zürich 2009, ISBN 978-3-03762-007-6
- L’Amiral des eaux usées, Éditions de l’Aire, Vevey 2008, ISBN 978-2-88108-876-6
- Des accessoires pour le paradis, Éditions de l’Aire, Vevey 2009 en littérature, ISBN 978-2-88108-905-3
  - Requisiten für das Paradies. Übersetzung Claudia Steinitz. Bilgerverlag, Zürich 2013, ISBN 978-3-03762-038-0
- Les Valets de nuit, Éditions de l’Aire, Vevey 2010, ISBN 978-2-88108-940-4
  - Schnitz. Übersetzung Lis Künzli. Bilgerverlag, Zürich 2017, ISBN 978-3-03762-063-2
- Le chat qu’il tenait en laisse comme un chien, Éditions, Æncrages & Co, Baume-les-Dames 2011, ISBN 978-2-35439-043-3
- Le train de sucre, Vevey 2012, ISBN 978-2-940478-23-1
- Malax, Hélice Hélas Éditeur, Vevey 2016, 120 S.

### Filmografie
- 1995: Silence
- 1997: Le goûter de Valflora
- 1999: Autour du giratoire
- 2000: Dust to Dust
- 2001: When Pigs Fly
- 2001: Sorry, No Vacancies
- 2003: Le mammouth céleste
- 2005: Monotone, mon automne?

Quelle Swiss Films